# Palicourea longiflora
Palicourea longiflora är en måreväxtart som beskrevs av Dc.. Palicourea longiflora ingår i släktet Palicourea och familjen måreväxter. Inga underarter finns listade i Catalogue of Life.